# 貝克抑鬱量表
貝克抑鬱量表（英語：BDI, Beck Depression Inventory），是一款普遍用於測量抑鬱程度的量表，由美國心理學家亞倫·貝克（Aaron T. Beck）發展。貝克抑鬱量表始創於1961年，後來經兩度修改，終成為今日普遍所用的BDI-II。量表總共有21條問題，總分為63分，14-19分為輕度抑鬱，20-28為中度抑鬱，29分以上是嚴重抑鬱。貝克抑鬱量表的信度系數為0.70-0.93之間。